# Diego Ronchini
Diego Ronchini (né le 9 décembre 1935 à Imola, dans la province de Bologne en Émilie-Romagne et mort le 18 avril 2003 dans la même ville) est un coureur cycliste italien.

## Biographie
Professionnel de 1956 à 1966, Diego Ronchini a notamment été champion d'Italie sur route en 1959 en remportant le Tour du Latium. Il s'est également classé troisième du Tour d'Italie 1959.

## Palmarès

### Palmarès amateur
- 1955
  - Coppa Arturo Lepori
  - 1re étape du Tour des Marches
  - Tour de Lombardie amateurs
- 1956
  - Coppa Città del Marmo
  - Coppa Montenero
  - Gran Premio Singer

### Palmarès professionnel
- 1956
  - 8e du Tour de Lombardie
- 1957
  - Grand Prix de l'industrie de Quarrata
  - Tour de Lombardie
- 1958
  - Tour d'Émilie
  - Tour de Sicile en ligne
  - 3e du Tour du Latium
- 1959
  -  Champion d'Italie sur route
  - Tour du Latium
  - 2e du Trophée Baracchi
  - 3e du Tour d'Italie
  - 3e de la Coppa Bernocchi
  - 5e du championnat du monde sur route
- 1960
  - Tour de Vénétie
  - Trophée Baracchi (avec Romeo Venturelli)
  - 2e du Tour de Lombardie
  - 2e du Tour d'Émilie
  - 3e du Grand Prix de Forli
  - 8e du Tour d'Italie
- 1961
  - 7e étape de Rome-Naples-Rome
  - Tour d'Émilie
  - 3e des Trois vallées varésines
- 1962
  - Tour de Romagne
  - 2e du Tour de Sardaigne
  - 2e du Tour des Apennins
  - 2e du Tour du Latium
  - 5e de Milan-San Remo
- 1963
  - 3e du Grand Prix de Forli
  - 5e du Tour d'Italie
- 1964
  - Tour de la province de Reggio de Calabre
  - 2e du Trophée Matteotti
  - 3e de Milan-Vignola

## Résultats sur les grands tours

### Tour de France
2 participations
- 1962 : abandon (17e étape)
- 1965 : 86e

### Tour d'Italie
8 participations
- 1957 : abandon (1re étape)
- 1958 : abandon (12e étape)
- 1959 : 3e
- 1960 : 8e
- 1962 : abandon (14e étape)
- 1963 : 5e,  maillot rose pendant 10 jours
- 1964 : abandon (15e étape)
- 1966 : abandon (6e étape)